# Murături

Murături est le nom roumain donné à la salaison locale (macération dans le sel, avec ou sans adjonction d'aromates) et à la méthode de conservation des légumes (poivrons, cornichons, choux, champignons, choux-fleurs, betteraves) ou fruits verts (tomates, pommes, melons) par lacto-fermentation dans une saumure ou dans du vinaigre.

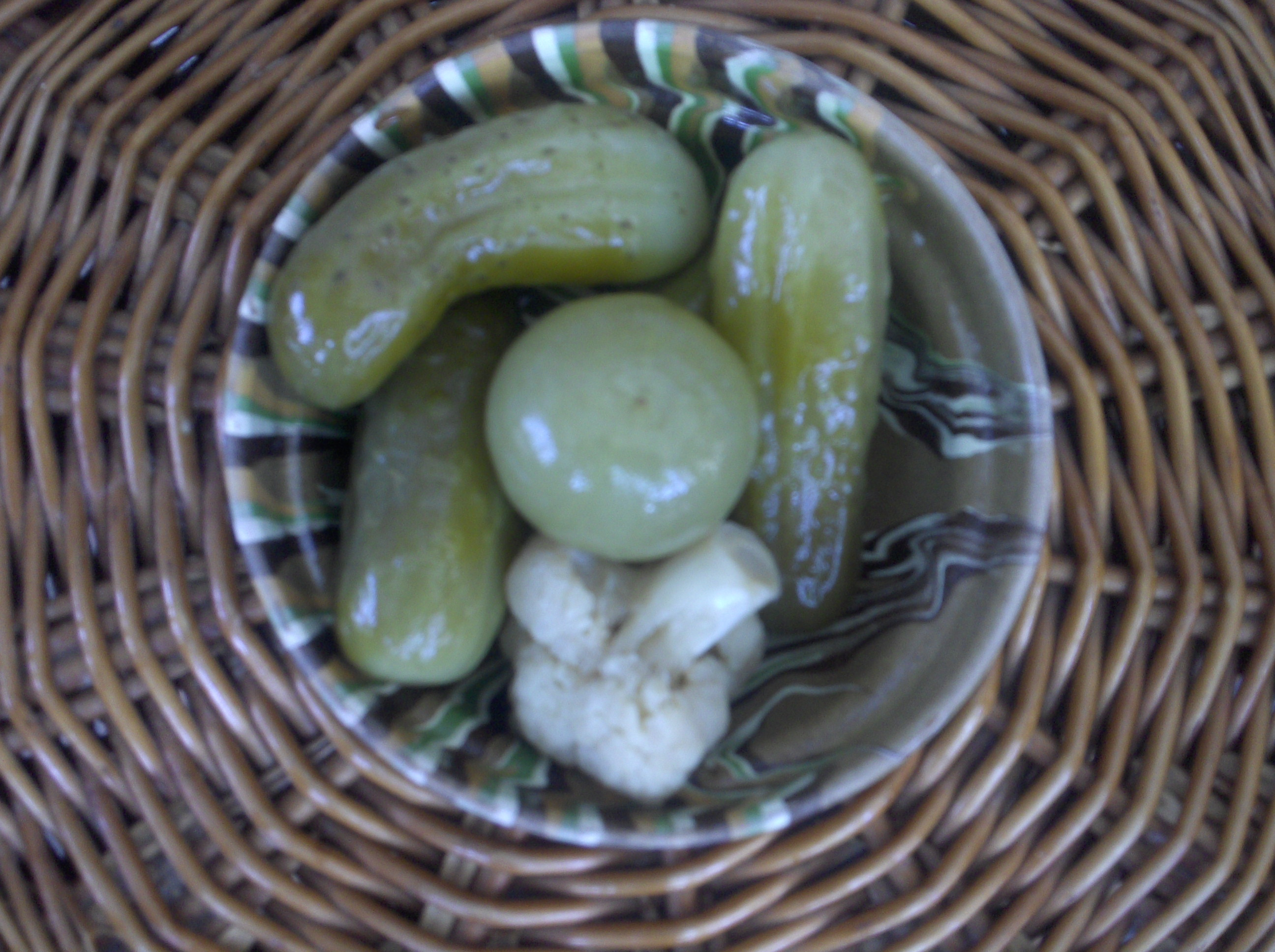
Quelques murături.